# Orde van de Vriendschap (Rusland)

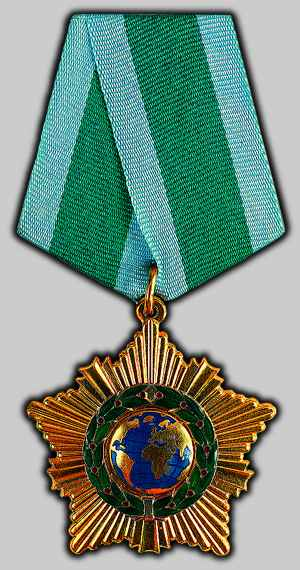
Orde van de Vriendschap

De Orde van de Vriendschap (Russisch: Орден Дружбы, Orden Droezjby) is een op 1 december 1972 door het Presidium van de Opperste Sovjet van de toenmalige Sovjet-Unie ingestelde ridderorde. De orde heette bij de instelling de Orde van de Volkerenvriendschap en heeft, zoals bij de socialistische orden gebruikelijk was, een enkele graad en werd en wordt aan Russen en vreemdelingen toegekend.
De Russische Federatie heeft de orde op 2 maart 1994 aangehouden en in een decreet van 1 juni 1995 hervormd. De ster werd iets aangepast en de orde werd omgedoopt van "Orde van de Vriendschap tussen de Volkeren" in "Orde van de Vriendschap".
Men draagt de vijfpuntige gouden ster met lauwerkrans en wereldbol van de orde aan een vijfhoekig opgemaakt groen lint met brede grijsgroene randen op de linkerborst.
Op een uniform mag men een baton in de kleuren van het lint dragen.

## Bekende dragers
- Ban Ki-moon
- Achmat Kadyrov
- Anatoli Karpov
- Michael van Kent
- André Kuipers
- Emir Kusturica
- Valeri Leontjev
- Lee Kuan Yew
- Ulf Merbold
- Mahathir Mohammed
- Oscar Niemeyer
- Jacques Rogge
- Valentina Teresjkova
- Kassym-Jomart Tokajev
- Andrzej Wajda
- Alina Zagitova